# عذرائية
عذرائية أو بارثينيوم (الاسم العلمي: Parthenium)، هو جنس من النباتات الحولية والثنائية الحول، وهي شجيرات قزمة وجنيبات معمرة في أمريكا الشمالية تنتمي إلى قبيلة قرينات دوار الشمس ضمن فصيلة النجمية وفُصيلة النجماوات.
اسم بارثينيوم هو تطور للاسم اليوناني القديم παρθένιον (بارثينيوم)، والذي يشير إلى تاناسيتوم بارثينيوم. من المحتمل أن يكون الاسم مشتقًا من الكلمة اليونانية παρθένος (بارثينوس) والتي تعني "عذراء".
أعضاء هذا الجنس معروفة عمومًا باسم أقحوان. تشمل الأنواع البارزة الغوايول (عذرائية فضية) الذي استُخدم بديلًا للمطاط، وخاصةً خلال الحرب العالمية الثانية؛ وأيضًا عذرائية حاملة الرحم( P. hysterophorus)، وهو نوع غازي خطير في العالم القديم.